# Цілком таємно (фільм, 1952)
«Цілком таємно» (англ. Top Secret) — британська комедія 1952 року.

## Сюжет
Британський інженер вирушає у відпустку і бере з собою креслення нової сантехніки. За ним починають полювати спецслужби різних країн які думають що це схеми нової секретної зброї.

## У ролях
| Актор             | Роль              |
| ----------------- | ----------------- |
| Джордж Коул       | Джордж            |
| Оскар Гомолка     | Зеков             |
| Надя Грей         | Таня              |
| Фредерік Велк     | Раков             |
| Джеффрі Самнер    | Пайк              |
| Вілфрид Гайд-Вайт | сер Г'юберт Веллс |
| Рональд Адам      | контролер         |
| Едвін Стайлз      | суперінтендант    |
| Кінастон Рівз     | директор          |
| Ернест Джей       | професор Лейтон   |

| Актор                | Роль                     |
| -------------------- | ------------------------ |
| Річард Воттіс        | Барнс                    |
| Майкл Медвін         | Смедлі                   |
| Фредерік Лейстер     | прем'єр-міністр          |
| Генрі Г'юїт          | міністр охорони здоров'я |
| Волтер Горсбраф      | 1 міністр                |
| Ентоні Шоу           | 2 міністр                |
| Тім Тернер           | 1 репортер               |
| Гібб МакЛафлін       | шкільний вчитель         |
| Крістофер Лі         | російський агент         |
| Станіслав Зенчакевіч | Йосип Сталін             |